# Face the Music
Face the Music je peti studijski album skupine Electric Light Orchestra (ELO), ki je izšel leta 1975 in ga je posnela drugačna zasedba od predhodnega albuma Eldorado.

## Pregled
Peta plošča ELO je izšla leta 1975 in je bila prva plošča, posneta v studiu Musicland Studios v Münchnu. Posnela ga je prenovljena zasedba ELO, saj sta basist Kelly Groucutt in čelist Melvyn Gale zamenjala Mika de Albuquerqua in Mika Edwardsa. Groucutt je prispeval solo vokal pri skladbah »Poker« in »Down Home Town«, pri skladbi »Nightrider« pa je odpel verz pesmi.
Zadnja stran plošče vsebuje fotografijo članov skupine s pritisnjenimi obrazi na steklen zaslon (gledali naj bi električni stol, ki je na naslovnici plošče). Edini član skupine, ki gleda v drugo smer je Richard Tandy, ki ni bil navdušen nad to idejo. Fotografija zadnje strani plošče je bila inspiracija za promocijo filma Shaun of the Dead.

## Subliminalna sporočila
Če skladbo »Fire on High« zavrtimo nazaj, lahko na začetku slišimo bobnarja Beva Bevana, ki reče »The music is reversible, but the time is not. Turn back, turn back, turn back, turn back...«(Glasba je reverzibilna, a čas ni. Obrni nazaj ...). To je bil Lynnov odgovor na obtožbe, da vsebuje skladba »Eldorado« satanistična subliminalna sporočila. Skladba »Down Home Town« se začne z refrenom skladbe »Waterfall«, zavrtenim nazaj. »Evil Woman« vsebuje nazaj zavrten posnetek godal iz skladbe »Nightrider«.

## Izdaja
Singla »Evil Woman« in »Strange Magic« sta bili do takrat najbolj komercialni skladbi, ki jih je skupina posnela. »Evil Woman« je bil velik hit tako v ZDA kot v Združenem kraljestvu, z zmesjo disko ritmov in klasičnega zvoka ELO. Lynne je akorde in melodijo skladbe napisal v šestih minutah.
»Nightrider« je bil tretji singl z albuma. Čeprav je skupina skladbo izvedla v oddaji Top of the Pops, se ni uvrstila na lestvice.
Čeprav sta bila prva singla uspešna, se album ni uvrstil na lestvice v Združenem kraljestvu. Remasterzizrana verzija albuma je skupaj z bonus skladbami izšla septembra 2006.

## Seznam skladb
Vse pesmi je napisal in uglasbil Jeff Lynne.
| Stran 1 | Stran 1        | Stran 1 |
| Št.     | Naslov         | Dolžina |
| ------- | -------------- | ------- |
| 1.      | „Fire On High‟ | 5:30    |
| 2.      | „Waterfall‟    | 4:11    |
| 3.      | „Evil Woman‟   | 4:35    |
| 4.      | „Nightrider‟   | 4:26    |

| Stran 2 | Stran 2            | Stran 2 |
| Št.     | Naslov             | Dolžina |
| ------- | ------------------ | ------- |
| 5.      | „Poker‟            | 3:31    |
| 6.      | „Strange Magic‟    | 4:29    |
| 7.      | „Down Home Town‟   | 3:53    |
| 8.      | „One Summer Dream‟ | 5:47    |

| Bonus skladbe (remasterizirana verzija) | Bonus skladbe (remasterizirana verzija)          | Bonus skladbe (remasterizirana verzija) |
| Št.                                     | Naslov                                           | Dolžina                                 |
| --------------------------------------- | ------------------------------------------------ | --------------------------------------- |
| 9.                                      | „Fire on High Intro‟ (začetni alternativni miks) | 3:23                                    |
| 10.                                     | „Evil Woman‟ (Stripped down mix)                 | 5:00                                    |
| 11.                                     | „Strange Magic‟ (ameriška radijska verzija)      | 3:27                                    |
| 12.                                     | „Waterfall‟ (instrumentalni miks)                | 4:15                                    |

## Osebje

### Glasbeniki
Electric Light Orchestra
- Jeff Lynne – solo vokali, kitare, producent
- Bev Bevan – bobni, tolkala, govor, spremljevalni vokali
- Richard Tandy – klavir, clavinet, Moog, kitara, Wurlitzer
- Kelly Groucutt – vokali, bas, spremljevalni vokali
- Mik Kaminski – violina
- Hugh McDowell – čelo
- Melvyn Gale – čelo

Dodatni glasbeniki
- Ellie Greenwich – vokali
- Susan Collins – vokali
- Nancy O'Neill – vokali
- Margaret Raymond – vokali

### Produkcija
- Reinhold Mack – inženir
- Jeff Lynne, Richard Tandy in Louis Clark – orkestrski in zborovski aranžmaji
- Louis Clark – dirigent

## Lestvice
- ZDA: 13. mesto lestvice CashBox; 8. mesto lestvice Billboard 200;[6] 11. mesto lestvice Billboard Year-End; zlati certifikat RIAA
- VB: prvotno izdan se ni uvrstil na lestvice, leta 1978 pa je kot del seta Three Light Years dosegel 38. mesto
- AVS: 30. mesto lestvice ARIA Albums Chart
- KAN: 31. mesto lestvice RPM Albums Chart